# Дубровки (Черногубовское сельское поселение)
Дубро́вки — пригородная деревня в Калининском районе Тверской области. Относится к Черногубовскому сельскому поселению.
Расположена к северу от Твери за железнодорожной веткой на Васильевский Мох, в 0,7 км от посёлка Литвинки, по дороге на Городище.
В 2002 году — 72 жителя.

## Население
| 2010 |
| ---- |
| 116  |